# Campeonato Paraguayo de Fútbol 1994
El Campeonato Paraguayo de Fútbol 1994 de la Primera División de Paraguay fue el octagésimo cuarto campeonato de Primera División organizado por la Liga Paraguaya de Fútbol (LPF).
Finalmente, Cerro Porteño se consagró campeón por 23.ª vez en su historia al derrotar en la finalísima a Olimpia.

## Sistema de competición
El modo de disputa implementado fue el de dos fases con el sistema de todos contra todos a una vuelta, es decir a diecinueve jornadas; más una finalísima entre los ganadores de ambas fases.
Debido a una reforma del campeonato, se incluyeron a 6 equipos del interior en el campeonato. Los 6 clubes ascendidos fueron:
- Deportivo Boquerón
- 12 de Octubre Football Club
- Club Cerro Porteño (Presidente Franco)
- Club 8 de Diciembre
- Club Pettirossi
- Club Guaraní (Coronel Oviedo)

## Relevo anual de clubes
| Ascendidos a Primera División                                  |
| -------------------------------------------------------------- |
| Deportivo Humaitá (Campeón de la Primera de Ascenso 1993)      |
| Sportivo Trinidense (Subcampeón de la Primera de Ascenso 1993) |

| Descendidos a Primera de Ascenso |
| -------------------------------- |
| Ninguno                          |

## Equipos participantes
| Equipo              | Ciudad               | Estadio                          | Capacidad |
| ------------------- | -------------------- | -------------------------------- | --------- |
| 8 de Diciembre      | Caaguazú             | ?                                | ?         |
| 12 de Octubre       | Itauguá              | ?                                | ?         |
| Cerro Corá          | Asunción             | Estadio General Andrés Rodríguez | 6.000     |
| Cerro Porteño       | Asunción             | General Pablo Rojas              | 45.000    |
| Cerro Porteño PF    | Presidente Franco    | ?                                | ?         |
| Colegiales          | Asunción             | Luciano Zacarías                 | 15.000    |
| Deportivo Boquerón  | Ciudad del Este      | ?                                | ?         |
| Humaitá FBC         | Mariano Roque Alonso | Pioneros de Corumba Cué          | 7.000     |
| Guaraní             | Asunción             | Rogelio Livieres                 | 6.000     |
| Guaraní             | Coronel Oviedo       | ?                                | ?         |
| Libertad            | Asunción             | Dr. Nicolás Leoz                 | 10.000    |
| Nacional            | Asunción             | Arsenio Erico                    | 4.000     |
| Olimpia             | Asunción             | Manuel Ferreira                  | 15.000    |
| Pettirossi          | Encarnación          | ?                                | ?         |
| Presidente Hayes    | Asunción             | Kiko Reyes                       | 5.000     |
| River Plate         | Asunción             | Jardines del Kelito              | 5.000     |
| Sol de América      | Villa Elisa          | Luis Alfonso Giagni              | 5.000     |
| Sport Colombia      | Fernando de la Mora  | Alfonso Colmán                   | 7.000     |
| Sportivo Luqueño    | Luque                | Feliciano Cáceres                | 25.000    |
| Sportivo Trinidense | Asunción             | Martín Ledesma                   | 3.000     |

## Primera fase

### Clasificación
| Pos. | Equipos                  | PJ | PG | PE | PP | GF | GC | Dif. | Pts. |
| ---- | ------------------------ | -- | -- | -- | -- | -- | -- | ---- | ---- |
| 1.   | Cerro Porteño            | 19 | 13 | 5  | 1  | 40 | 16 | 24   | 31   |
| 2.   | Olimpia                  | 19 | 10 | 7  | 2  | 33 | 12 | 21   | 27   |
| 3.   | Sport Colombia           | 19 | 11 | 4  | 4  | 27 | 17 | 10   | 26   |
| 4.   | Colegiales               | 19 | 9  | 8  | 2  | 39 | 17 | 22   | 26   |
| 5.   | Sportivo Luqueño         | 19 | 11 | 3  | 5  | 35 | 19 | 16   | 25   |
| 6.   | Guaraní                  | 19 | 10 | 4  | 5  | 36 | 24 | 12   | 24   |
| 7.   | Cerro Corá               | 19 | 9  | 6  | 4  | 23 | 13 | 10   | 24   |
| 8.   | Nacional                 | 19 | 6  | 9  | 4  | 23 | 19 | 4    | 21   |
| 9.   | Presidente Hayes         | 19 | 7  | 6  | 6  | 24 | 20 | 4    | 20   |
| 10.  | 12 de Octubre            | 19 | 5  | 10 | 4  | 22 | 18 | 4    | 20   |
| 11.  | Deportivo Boquerón       | 19 | 8  | 4  | 7  | 22 | 22 | 0    | 20   |
| 12.  | Humaitá FBC              | 19 | 6  | 7  | 6  | 26 | 26 | 0    | 19   |
| 13.  | Libertad                 | 19 | 4  | 7  | 8  | 23 | 29 | -6   | 15   |
| 14.  | River Plate              | 19 | 4  | 7  | 8  | 23 | 31 | -8   | 15   |
| 15.  | Sol de América           | 19 | 5  | 5  | 9  | 21 | 32 | -11  | 15   |
| 16.  | Cerro Porteño (PF)       | 19 | 4  | 6  | 9  | 25 | 33 | -8   | 14   |
| 17.  | Sportivo Trinidense      | 19 | 2  | 8  | 9  | 14 | 24 | -10  | 12   |
| 18.  | Guaraní (Coronel Oviedo) | 19 | 1  | 8  | 10 | 15 | 33 | -18  | 10   |
| 19.  | Pettirossi               | 19 | 1  | 7  | 11 | 13 | 40 | -27  | 9    |
| 20.  | 8 de Diciembre           | 19 | 0  | 7  | 12 | 9  | 48 | -39  | 7    |

 Pos=Posición; PJ=Partidos jugados; PG=Partidos ganados; PE=Partidos empatados; PP=Partidos perdidos; GF=Goles a favor; GC=Goles en contra; Dif=Diferencia de goles; Pts=Puntos

## Segunda fase

### Clasificación
| Pos. | Equipos                  | PJ | PG | PE | PP | GF | GC | Dif. | Pts. |
| ---- | ------------------------ | -- | -- | -- | -- | -- | -- | ---- | ---- |
| 1.   | Olimpia                  | 19 | 16 | 2  | 1  | 47 | 13 | 34   | 34   |
| 2.   | Cerro Porteño            | 19 | 11 | 6  | 2  | 45 | 19 | 26   | 28   |
| 3.   | Humaitá￼FBC              | 19 | 10 | 4  | 5  | 35 | 26 | 9    | 24   |
| 4.   | Sport Colombia           | 19 | 7  | 9  | 3  | 25 | 19 | 6    | 23   |
| 5.   | Nacional                 | 19 | 8  | 7  | 4  | 24 | 23 | 1    | 23   |
| 6.   | Presidente Hayes         | 19 | 8  | 6  | 5  | 32 | 23 | 9    | 22   |
| 7.   | Guaraní                  | 19 | 8  | 6  | 5  | 30 | 22 | 8    | 22   |
| 8.   | Sol de América           | 19 | 7  | 7  | 5  | 21 | 18 | 3    | 21   |
| 9.   | Sportivo Luqueño         | 19 | 6  | 9  | 4  | 29 | 29 | 0    | 21   |
| 10.  | Libertad                 | 19 | 7  | 7  | 5  | 20 | 22 | -2   | 21   |
| 11.  | Cerro Porteño (PF)       | 19 | 7  | 4  | 8  | 24 | 43 | -19  | 18   |
| 12.  | Colegiales               | 19 | 5  | 6  | 8  | 21 | 19 | 2    | 16   |
| 13.  | Deportivo Boquerón       | 19 | 2  | 12 | 5  | 21 | 21 | 0    | 16   |
| 14.  | Cerro Corá               | 19 | 3  | 10 | 6  | 21 | 22 | -1   | 16   |
| 15.  | River Plate              | 19 | 6  | 4  | 9  | 23 | 32 | -9   | 16   |
| 16.  | 8 de Diciembre           | 19 | 3  | 9  | 7  | 29 | 31 | -2   | 15   |
| 17.  | 12 de Octubre            | 19 | 3  | 8  | 8  | 15 | 27 | -12  | 14   |
| 18.  | Sportivo Trinidense      | 19 | 4  | 5  | 10 | 16 | 28 | -12  | 13   |
| 19.  | Pettirossi               | 19 | 2  | 5  | 12 | 18 | 32 | -14  | 9    |
| 20.  | Guaraní (Coronel Oviedo) | 19 | 2  | 4  | 13 | 21 | 48 | -27  | 8    |

 Pos=Posición; PJ=Partidos jugados; PG=Partidos ganados; PE=Partidos empatados; PP=Partidos perdidos; GF=Goles a favor; GC=Goles en contra; Dif=Diferencia de goles; Pts=Puntos

## Finalísima
|  | Cerro Porteño | 1:1 | Olimpia |  |  |

|  | Olimpia | 0:0 (3:4 p.) | Cerro Porteño |  |  |

|                                  |
| Campeón Cerro Porteño 23º título |

## Clasificación a copas internacionales
- Para la Copa Libertadores 1995 clasificaron dos: el campeón (Cerro Porteño) y el subcampeón (Olimpia).

## Descenso de categoría

### Puntaje acumulado
El puntaje acumulado de un equipo es la suma del obtenido en la primera y segunda fase del Campeonato 1994. Este determinó, al final del Campeonato, el descenso a la Segunda División del equipo que acabó en el último lugar de la tabla.
| Pos. | Equipos                  | PJ | PG | PE | PP | GF | GC | Dif. | Pts. |
| ---- | ------------------------ | -- | -- | -- | -- | -- | -- | ---- | ---- |
| 1.   | Olimpia                  | 38 | 26 | 9  | 3  | 80 | 25 | 55   | 61   |
| 2.   | Cerro Porteño            | 38 | 24 | 11 | 3  | 85 | 35 | 50   | 59   |
| 3.   | Sport Colombia           | 38 | 18 | 13 | 7  | 52 | 36 | 16   | 49   |
| 4.   | Guaraní                  | 38 | 18 | 10 | 10 | 66 | 46 | 20   | 46   |
| 5.   | Sportivo Luqueño         | 38 | 17 | 12 | 9  | 64 | 48 | 16   | 46   |
| 6.   | Nacional                 | 38 | 14 | 16 | 8  | 47 | 42 | 5    | 44   |
| 7.   | Deportivo Humaitá        | 38 | 16 | 11 | 11 | 61 | 52 | 9    | 43   |
| 8.   | Colegiales               | 38 | 14 | 14 | 10 | 60 | 36 | 24   | 42   |
| 9.   | Presidente Hayes         | 38 | 15 | 12 | 11 | 56 | 43 | 13   | 42   |
| 10.  | Cerro Corá               | 38 | 12 | 16 | 10 | 44 | 35 | 9    | 40   |
| 11.  | Deportivo Boquerón       | 38 | 10 | 16 | 12 | 43 | 43 | 0    | 36   |
| 12.  | Libertad                 | 38 | 11 | 14 | 13 | 43 | 51 | -8   | 36   |
| 13.  | Sol de América           | 38 | 12 | 12 | 14 | 42 | 50 | -8   | 36   |
| 14.  | 12 de Octubre            | 38 | 8  | 18 | 12 | 37 | 45 | -8   | 34   |
| 15.  | Cerro Porteño (PF)       | 38 | 11 | 10 | 17 | 49 | 76 | -27  | 32   |
| 16.  | River Plate              | 38 | 10 | 11 | 17 | 46 | 63 | -17  | 31   |
| 17.  | Sportivo Trinidense      | 38 | 6  | 13 | 19 | 30 | 52 | -22  | 25   |
| 18.  | 8 de Diciembre           | 38 | 3  | 16 | 19 | 38 | 79 | -41  | 22   |
| 19.  | Pettirossi               | 38 | 3  | 12 | 23 | 31 | 72 | -41  | 18   |
| 20.  | Guaraní (Coronel Oviedo) | 38 | 3  | 12 | 23 | 36 | 81 | -45  | 18   |

 Pos=Posición; PJ=Partidos jugados; PG=Partidos ganados; PE=Partidos empatados; PP=Partidos perdidos; GF=Goles a favor; GC=Goles en contra; Dif=Diferencia de goles; Pts=Puntos
1. 1 2  Pettirossi y Guaraní de Coronel Oviedo empataron en la última posición al terminar el Campeonato, por lo que jugaron un partido de desempate para determinar el equipo descendido. Lo ganó Pettirosi 3:1, descendiendo a su liga de origen el Guaraní de Coronel Oviedo.

|  |                              |
|  | Descendido a liga de origen. |

### Descensos adicionales
Debido a una reorganización estructural del torneo, fueron excluidos del siguiente campeonato a aquellos equipos que no fueran del área metropolitana de Asunción, devolviendo a sus ligas de origen a los 5 demás clubes del interior.
Además, descendieron a la Primera División de Ascenso los clubes River Plate y Sportivo Trinidense por ser los dos equipos del área metropolitana con peor puntaje acumulado.